# Чемпионат России по боксу 2011
Чемпионат России по боксу 2011 года проходил в городе Уфа с 22 по 30 апреля.

## Медалисты
| Весовая категория | Золото                                                  | Серебро                                                   | Бронза                                                               |
| ----------------- | ------------------------------------------------------- | --------------------------------------------------------- | -------------------------------------------------------------------- |
| до 49 кг          | Давид Айрапетян Московская область, Ставропольский край | Бэлик Галанов Москва                                      | Хамза Наметов Валентин Чебочаков                                     |
| до 52 кг          | Михаил Алоян Новосибирская область, Калужская область   | Георгий Балакшин Якутия, Московская область               | Евгений Ермаков Владимир Никитин Белгородская область                |
| до 56 кг          | Сергей Водопьянов Московская область                    | Дмитрий Полянский Белгородская область                    | Эдуард Абзалимов Вислан Далхаев                                      |
| до 60 кг          | Альберт Селимов Дагестан, Ростовская область            | Ильдар Ваганов Московская область                         | Эдуард ХусаиновВячеслав Шипунов                                      |
| до 64 кг          | Александр Соляников Челябинская область                 | Максим Игнатьев Московская область, Новосибирская область | Авак Узлян Александр Иванов                                          |
| до 69 кг          | Андрей Замковой Московская область                      | Ислам Эдисултанов Чечня                                   | Александр КузьминАлександр Клинков                                   |
| до 75 кг          | Максим Коптяков ХМАО                                    | Дмитрий Бивол Санкт-Петербург                             | Максим Газизов Артём Чеботарёв                                       |
| до 81 кг          | Егор Мехонцев Московская область                        | Никита Иванов Московская область, Тамбовская область      | Евгений Тищенко Белгородская область Даниил Швед Вологодская область |
| до 91 кг          | Артур Бетербиев Чечня                                   | Абдулхамид Нурмагомедов Московская область                | Арби Мадаев Иван Климов Омская область                               |
| свыше 91 кг       | Сергей Кузьмин Санкт-Петербург                          | Нияз Файзуллин Башкортостан                               | Виталий Кудухов Магомед Омаров Дагестан, Татарстан                   |